# Eugénie Blanchard
Eugénie Blanchard (* 16. Februar 1896 in Merlette, Saint-Barthélemy, Französisch-Westindien; † 4. November 2010 in Gustavia, Saint-Barthélemy) war eine französische Supercentenarian und vom 2. Mai 2010 bis zu ihrem Tod der älteste lebende Mensch.

## Leben
Blanchard wurde 1896 in einfachen Verhältnissen auf der Karibikinsel Saint-Barthélemy als sechstes von zwölf Geschwistern geboren. 1920 (nach anderen Angaben 1923) trat sie unter dem Ordensnamen Cyria Costa als Nonne in den Franziskanerorden der Schwestern von Roosendaal auf der niederländischen Insel Curaçao ein und lebte dort in einem Kloster. 1956 (nach anderen Angaben im August 1955) kam sie zurück auf ihre Heimatinsel und betrieb viele Jahre einen Süßigkeitenstand. Die Menschen in ihrer Nachbarschaft nannten sie „La Douchy“, auf den Niederländischen Antillen in Papiamentu das Wort für Süßigkeiten, in Anspielung auf ihren Bonbon-Verkauf und ihre Gewohnheit, Kindern Süßigkeiten zu geben, um sie dazu zu bewegen, in die Kirche zu gehen und die Bibel zu lesen. Unterschiedlichen Quellen zufolge wohnte sie entweder bei ihrer Schwester und deren Familie im geerbten Elternhaus oder allein mit ihrer Katze in einem kleinen Haus. 1980 zog sie aus gesundheitlichen Gründen in das Pflegeheim des De-Bruyn-Krankenhauses in Gustavia.
Auch im hohen Alter war sie in einer körperlich guten Verfassung, jedoch nahezu blind, sehr schwach und sprach nicht. Sie benötigte keine Medikamente bis auf hin und wieder eine Schlaftablette. Gelegentlich trank sie Champagner. Sie bedauerte die Verwandlung ihrer Insel in ein Ziel für Luxustourismus und wohlhabende Menschen. Saint-Barthélemy hätte stattdessen eine Insel wie jede andere bleiben sollen. Sie starb im Alter von 114 Jahren und 261 Tagen am 4. Februar 2010 nachts im Krankenhaus in Gustavia.

## Alter
Am 25. Mai 2008 wurde Blanchard nach dem Tod von Marie-Clémentine Solignac die älteste lebende Französin. Seit dem Ableben der Spanierin Manuela Fernández-Fojaco am 6. Januar 2009 war sie die älteste lebende Person in der Europäischen Union. Nach Kama Chinens Tod am 2. Mai 2010 wurde Blanchard zum ältesten lebenden Menschen. Sie war bei ihrem Tod hinter Jeanne Calment und Marie Brémont die drittälteste Französin aller Zeiten und die drittälteste Person jemals aus der Karibik, nach Emiliano Mercado del Toro und Ramona Iglesias-Jordan aus Puerto Rico. Damals stand sie auf Platz 31 der Liste der ältesten Menschen. Sie ist weiterhin die siebtälteste Person aus Frankreich sowie die älteste Bewohnerin Saint-Barthélemys und Französisch-Westindiens aller Zeiten. Nach ihrem Tod wurde erst die US-Amerikanerin Eunice Sanborn zur ältesten lebenden Person gekürt, später wurde jedoch das Alter der noch etwas älteren Brasilianerin Maria Gomes Valentim verifiziert.